# Bring It On: In It to Win It
Bring It On: In It to Win It (A por todas: Vamos a triunfar en España y Triunfos robados 4: Llegar para ganar en Hispanoamérica) es una película de 2007 dirigida por Steve Rash y protagonizada por Ashley Benson, Michael Copon y Cassie Scerbo. Es la cuarta película de la saga de Bring It On que se centra en una competencia de animadoras. Fue grabada en el Universal Orlando Resort en Orlando, Estados Unidos. No se emitió en los cines, se publicó directamente en DVD el 18 de diciembre de 2007 en Estados Unidos y se emitió por primera vez en televisión el 20 de enero de 2008 en ABC Family. 
El argumento es similar a las otras películas de la saga: grupos rivales de animadoras que intentan hacer algo diferente con el propósito de ganar la competición de animadoras. No hay miembros de los elencos anteriores, Solo Steve Rash, quien también dirigió la película anterior, Bring It On: All or Nothing.

## Argumento
Los Sharks, el equipo de animadoras liderado por Carson (Ashley Benson), van al campamento Espíritu del Trueno, donde vuelven a encontrarse con Los Jets de la costa Este, el equipo rival liderado por Brooke (Cassie Scerbo), un año después de que les arrebataran el premio del campeonato de animadoras.
En su primer día en el campamento, Carson conoce a Benn (Michael Copon). Ambos intercambian sus números de teléfono, pero lo que no saben es que ambos pertenecen a los equipos rivales. Cuando Carson descubre que Benn pertenece al equipo de los Jets, decide que vencer el campeonato es más importante y que debe olvidarse de él. El campamento tiene un ritual en el que todos los equipos deben cuidar del bastón del espíritu, que es considerado "sagrado". Cuando es el turno de los Sharks, Carson se queda vigilando el bastón mientras sus compañeros de equipo van a jugar poker con los Dogs de Dakota del Sur. Esa noche, Carson decide salir de la habitación para irse con Benn a una fiesta. El le confiesa a Carson su secreto más oscuro: hizo que su equipo consiguiera dinero para que Benn pudiera asistir al campamento, porque su padre no quiere que sea animador y Benn le dijo que iba a un campamento de artes marciales. Cuando los compañeros de Carson vuelven a la habitación donde estaba el bastón y no lo encuentran, van a buscar a Carson creyendo que lo tenía ella.
Al mismo tiempo, Brooke y sus compañeros de equipo ven que ambos están bailando en la fiesta. Cuando los Sharks le dicen a Carson que el bastón está perdido, Carson piensa que Benn es el responsable, así que decide confesar el secreto a los Jets. A partir de ahí, los Sharks les llega una "racha" de mala suerte, así que deciden hacer un sacrificio para terminar con su racha de mala suerte y encontrar el bastón. Al rato, Los Jets los ven desde lejos y piensan que estaban haciendo un conjuro maléfico contra ellos, por lo que ambas capitanas se retan y mientras realizan su enfrentamiento, aparecen las autoridades del campamento, los animadores pierden la concentración y algunos integrantes de ambos equipos se lesionan. Esa noche, los dos equipos deben abandonar el campamento, ya que no cuentan con los integrantes suficientes para presentarse a la prueba final. A la mañana siguiente, antes de irse, Carson convence a Brooke para combinar ambos equipos y sacar lo mejor de ambos para así ganar el premio e ir de gira alrededor del mundo. Ese día, cambian su nombre a "Shets", combinan los colores de ambas costas (azul y rojo) y Carson intenta que Benn la perdone.
Los Shets tienen que prepararse para la prueba final, pues tienen otro enemigo en el campamento rival: los Flamingos, por ende, comienzan a investigar sus movimientos ingresando a su gimnasio de entrenamiento, pero luego son descubiertos. Al rato, Carson prepara una nueva rutina inspirada en la montaña rusa donde conoció a Benn. El día de la competición los Sh-ets vencen a los Flamingos, Carson y Benn se besan y el director del otro campamento revela que fue él quien robó el bastón. Al final los dos equipos se van de gira mundial.

## Reparto
- Ashley Benson - Carson
- Michael Copon - Benn
- Cassie Scerbo - Brooke
- Jennifer Tisdale - Chelsea
- Anniese Taylor Dendy - Aeysha
- Kierstin Koppel - Sarah
- Noel Areizaga - Ruben
- Adam Vernier - Vance Voorhees
- Lisa Glaze - Pepper Driscolljhm
- Madeline Guzmán - Animadora Extrema